# Dinotopia (Fernsehserie)
Dinotopia ist eine dreiteilige Miniserie nach der Roman-Serie Dinotopia des US-amerikanischen Autors und Illustrators James Gurney, die im Mai 2002 bei ABC ausgestrahlt wurde. Die deutsche Erstausstrahlung fand am 5. November 2002 auf RTL statt. Darauf aufbauend entstand eine kurzlebige Fernsehserie.

## Handlung der Miniserie
Bei einem Flugzeugabsturz im Meer werden die getrennt aufgewachsenen Halbbrüder Karl und David von ihrem gemeinsamen Vater getrennt. Sie werden an einer Insel angespült, die sich als Dinotopia entpuppt.
Dinotopia ist ein in technischer Hinsicht zurückgebliebenes Stück Land, das von der heutigen Welt völlig unentdeckt geblieben ist, obgleich es mehrere Quadratkilometer groß ist. Die Dinosaurier sind in diesem Teil der Welt noch nicht ausgestorben und besitzen dazu sogar die Fähigkeit zu sprechen. Dinotopias Politik wird getragen von den kommunistischen Grundideen und gibt den Menschen und Dinosauriern, die in ihm in einer Koexistenz leben, die Möglichkeit, in Harmonie miteinander zu leben.
Die Energie Dinotopias wird von den hell strahlenden Sonnensteinen gespeist, deren Energie jedoch zur Neige geht. Der Dritte Teil des Films handelt daher von der Suche nach neuen Sonnensteinen.
Weitere Handlungsstränge sind die Dreiecksbeziehung zwischen David, Karl und Marion sowie die Entwicklung der beiden Brüder: David wird mutiger und selbstbewusster, während er lernt, Pterosaurier zu fliegen. Karl lernt fürsorglicher zu werden, nachdem er ein Dinosaurierbaby anvertraut bekommt.

### Teil 1
Nach einem Flugzeugabsturz stranden die beiden Halbbrüder Karl und David Scott auf einer magischen und unentdeckten Insel – genannt Dinotopia. Dort – abgeschieden vom Rest der Welt – leben Dinosaurier und Menschen in friedlicher Gemeinschaft zusammen. Die Dinosaurier können sprechen, lesen und schreiben. Sie haben ihre eigene Sprache und ihr eigenes Alphabet. Die Dinosaurier arbeiten im Transportsystem oder im Ackerbau des Landes, viele haben studiert und üben akademische Berufe aus, so wie der Stenoychosaurus Zippo, der als Bibliothekar arbeitet und 17 Sprachen spricht. Zusammen mit Zippo und Marion, der Tochter des Bürgermeisters, erleben Karl und David aufregende Abenteuer.
Doch das Leben und die Harmonie auf Dinotopia sind gefährdet, als die Energiequelle der Insel, die Sonnensteine, die die Insel vor Schaden schützen, versiegen. Plötzlich liegt das Schicksal von Dinotopia in den Händen von David und Karl. Doch die beiden Brüder sind sich nicht einig: Während Karl so schnell wie möglich von der Insel fort möchte, gefällt David diese Welt. Bei einem Streit von David und Karl stürzen beide über einen riesigen Wasserfall in den Fluss und werden abgetrieben.
Marion und Zippo suchen sie im Urwald, wo sie sie schließlich mit Hilfe eines ‚Botenvogels‘ finden. Auf ihrem Weg zurück entdeckt die Truppe zufällig einen zerfallenen Tempel. Hier befindet sich der Eingang zur „Welt im Inneren“, ein sagenumwobener Ort, der den Dinosauriern im Anbeginn der Zeiten Unterschlupf bot und der das Geheimnis der Dinotopia-Zivilisation birgt. Doch der Platz vor dem Eingang wird von gefährlichen Riesenkrokodilen bewacht, denen die Gruppe knapp entkommt.

### Teil 2
Karl, David, Marion und Zippo gelangen nach ihrem gefährlichen Abenteuer am Eingang der ‚Welt im Inneren‘ zur Viddaba-Farm – einem großen Landwirtschaftsbetrieb, betrieben von Menschen und Sauriern. Hier herrscht Marions Mutter Rosemary mit strenger Hand und Disziplin, und sie kriegt sogar Karl zum Arbeiten. Nach einer aufregenden Zeremonie, während der die Dinosaurier den Boden mit ihren donnernden Fußtritten erschüttern, wird Karl zur Arbeit in die Brutstätte abgeordert. Der kleine Babydinosaurier 26 wird ihm als Lebenspartner zugewiesen.
David hingegen wird nach Canyon City geschickt. Hier soll David zum Saurierpiloten ausgebildet werden. Marion wird auch nach Canyon City geschickt, um dort eine Gruppe Pteranodons zu studieren, die immer aggressiver werden. Nur knapp kann sie einem Angriff entkommen. David, der unter Höhenangst leidet, hat Probleme, den Anforderungen des Pilotentrainings gerecht zu werden.
Doch schließlich überwindet er seine Angst und beweist allen, was für ein guter Saurier-Pilot er ist. Mittlerweile erlöschen nach und nach die Sonnensteine, die das Gleichgewicht der Insel aufrechterhalten und sie mit Energie versorgen. Die Sonnenstein-Vorräte sind so gut wie aufgebraucht. Während der zwielichtige Cyruss Crabb versucht, einen Weg in die ‚Welt im Inneren‘ zu finden, wo er einen riesigen Schatz vermutet, versucht Karl immer noch vergeblich einen Weg zu finden, um von der Insel zu fliehen.

### Teil 3
Die Welt von Dinotopia ist im Ungleichgewicht. Die Sonnensteine erlöschen, und dadurch werden die Fleisch fressenden Dinosaurier immer aggressiver und greifen die Menschen an. Immer mehr Flüchtlinge aus den Provinzen kommen nach Waterfall-City. Karl, David und Marion machen sich auf, den Eingang zur ‚Welt im Inneren‘ zu finden, wo sich der Legende nach große Vorräte von Sonnensteinen befinden sollen. Doch sie finden den Eingang nicht und kommen nur knapp mit dem Leben davon, als sie dort auf eine Gruppe böser Pteranodons stoßen. Als sie zurückkehren, werden Karl und David verhaftet, weil sie gegen jedes Gesetz von Dinotopia verstoßen haben.
Sie werden unter Hausarrest gestellt. Cyrus Crabb sucht Karl und David auf und behauptet, den Weg in die ‚Welt im Inneren‘ zu kennen. Sie flüchten aus Waterfall City. Mit einem alten U-Boot machen sich die drei auf den Weg in die ‚Welt im Inneren‘. Hier in den unterirdischen Höhlen stoßen sie auf die Ursprünge der dinotopischen Kultur und finden die bisher unvollständige dinotopische 11. Regel, die lautet: ‚Finde das Licht!‘. Sie entdecken eine unwirkliche, leuchtende Höhle voll mit funkelnden Sonnensteinen. Sie laden die Steine ins U-Boot, doch der habgierige Cyrus will die Steine alleine für sich und flüchtet mit dem U-Boot.
Er kommt allerdings nicht weit, da er von einem riesigen prähistorischen Fisch angegriffen und getötet wird. Karl und David, die alleine in der Höhle zurückblieben, trauen ihren Augen nicht, als plötzlich ihr tot geglaubter Vater Frank vor ihnen steht. Nach dem Flugzeugabsturz hat er hier in den unterirdischen Höhlen überlebt. Während Karl, David und ihr Vater einen Weg aus der ‚Welt im Inneren‘ suchen, hat der Hauptsonnenstein in Dinotopia komplett versagt. Waterfall City liegt im Dunkeln, und Hunderttausende von Flugsauriern schwärmen durch die Hauptstadt und zerstören alles, was sich ihnen in den Weg stellt. In der Stadt versammeln sich alle, um für ein Wunder zu beten.
Karl, David und ihrem Vater gelingt es, durch eine Unterwasserhöhle aus der ‚Welt im Inneren‘ zu entkommen. David fliegt mit seinem Flugsaurier Blitz, der ihn vor der Höhle erwartet, nach Waterfall-City. Mit Hilfe eines Sonnensteines kann er den Himmel über Waterfall City wieder erleuchten und die Flugsaurier verschwinden. Dinotopia ist gerettet. Als Karl und sein Vater Frank wenig später mit einem riesigen Vorrat Sonnensteinen in Waterfall City aufkreuzen, werden sie begeistert begrüßt.

## Hintergrund
Die Dreharbeiten fanden statt in den USA, Brasilien, England, Ägypten und Thailand. Gegenspieler Cyrus Crabb heißt im Buch Lee Crabb und tritt dort lediglich als passiver Mauler auf. In der deutschen Fassung übernimmt Gerrit Schmidt-Foß die Stimme von Tyron Leitso als Karl Scott, während er in der Fernsehserie Prison Break David Scotts Darsteller Wentworth Miller synchronisiert.
Die Miniserie wurde bei der Primetime-Emmy-Verleihung 2002 in folgenden Kategorien berücksichtigt:
- Emmy für „Beste Spezialeffekte“
- Nominierung für „Beste Ausstattung“
- Nominierung für „Bestes Kostümdesign“
- Nominierung für „Bestes Haarstyling“
- Nominierung für „Beste Maske“
- Nominierung für „Beste Miniserie“

Aufgrund des Erfolgs der Miniserie bestellte die American Broadcasting Company eine reguläre, einstündige Fernsehserie. Aus Budget-Gründen wurden die Rollen umbesetzt und die Dreharbeiten nach Ungarn verlegt. Doch Verzögerungen in der Produktion verschoben den Starttermin von September nach Ende November 2002. Nach einem sehr verhaltenen Auftakt sanken die Zuschauerzahlen weiter, so dass ABC die Serie nach nur sechs Folgen Ende Dezember aus dem Programm nahm.
Wie vertraglich vereinbart, wurden allerdings 13 Folgen fertiggestellt, die unter anderem von Lizenznehmern im Ausland komplett ausgestrahlt wurden. Im Januar 2004 wurde die komplette Serie von Artisan Entertainment in den USA und Kanada auf DVD veröffentlicht.

## Weiterführende Informationen
Siehe auch
- Dinosaurier im Film
- Liste von Dinosaurierfilmen

Medien
- Dinotopia, 2 DVDs – BMG 743231 95763 9
- Tonträger mit der Filmmusik

Weblinks
- Dinotopia (Miniserie) bei IMDb
- Dinotopia (13-teilige Fernsehserie) bei IMDb
- Offizielle Dinotopia-Website
- Dinotopia bei Fernsehserien.de
- Dinotopia (Miniserie) in der Deutschen Synchronkartei
- Dinotopia (13-teilige Fernsehserie) in der Deutschen Synchronkartei

Belege
1. ↑  Thomas Lückerath: "Dinotopia": Starke Quoten für RTL. In: dwdl.de. 6. November 2002, abgerufen am 26. Januar 2022.
2. ↑  James Gurney: Dinotopia Season 1.1. In: media-mania.de. Abgerufen am 26. Januar 2022.